# Espacio de Hilbert

Los espacios de Hilbert se pueden utilizar para estudiar los armónicos de cuerdas vibrantes.

En matemáticas, el concepto de espacio de Hilbert es una generalización del concepto de espacio euclídeo.  Esta generalización extiende los métodos del álgebra lineal y el cálculo aplicados en el espacio euclídeo de dos dimensiones y tres dimensiones a los espacios de dimensión arbitraria, incluyendo los espacios de dimensión infinita. Ejemplos de tales nociones y técnicas son la de ángulo entre vectores, ortogonalidad de vectores, el teorema de Pitágoras, proyección ortogonal, distancia entre vectores y convergencia de una sucesión. El nombre dado a estos espacios es en honor al matemático David Hilbert quien los utilizó en su estudio de las ecuaciones integrales.
Más formalmente, se define como un espacio de producto interior que es completo con respecto a la norma vectorial definida por el producto interno. Los espacios de Hilbert sirven para clarificar y para generalizar el concepto de series de Fourier y ciertas transformaciones lineales tales como la transformación de Fourier, además son de importancia crucial en la formulación matemática de la mecánica cuántica. 
Los espacios de Hilbert y sus propiedades se estudian dentro del análisis funcional.

## Introducción
Como se explica en el artículo dedicado a los espacios de producto interior, cada producto interno <.,.> en un espacio vectorial H, que puede ser real o complejo, da lugar a una norma ||.|| que se define como sigue:
{\displaystyle \|x\|={\sqrt {\langle x,x\rangle }}}
H es un espacio de Hilbert si es completo con respecto a esta norma. Completo en este contexto significa que cualquier sucesión de Cauchy de elementos del espacio converge a un elemento en el espacio, en el sentido que la norma de las diferencias tiende a cero. Cada espacio de Hilbert es así también un espacio de Banach (pero no viceversa).
Todos los espacios finito-dimensionales con producto interno (tales como el espacio euclídeo con el producto escalar ordinario) son espacios de Hilbert. Esto permite que podamos extrapolar nociones desde los espacios de dimensión finita a los espacios de Hilbert de dimensión infinita (por ejemplo los espacios de funciones). Sin embargo, los ejemplos infinito-dimensionales tienen muchos más usos. Estos usos incluyen:
- La teoría de las representaciones del grupo unitarias.
- La teoría de procesos estocásticos cuadrado integrables.
- La teoría en espacios de Hilbert de ecuaciones diferenciales parciales, en particular formulaciones  del problema de Dirichlet.
- Análisis espectral de funciones, incluyendo teorías de wavelets.
- Formulaciones matemáticas de la mecánica cuántica.

El producto interno permite que se adopte una visión "geométrica" y que utilice el lenguaje geométrico familiar de los espacios de dimensión finita.  De todos los espacios vectoriales topológicos infinito-dimensionales, los espacios de Hilbert son los de "mejor comportamiento" y los más cercanos a los espacios finito-dimensionales.
Los elementos de un espacio de Hilbert abstracto a veces se llaman "vectores". En las aplicaciones, son típicamente sucesiones de números complejos o de funciones.  En mecánica cuántica por ejemplo, un conjunto físico es descrito por un espacio complejo de Hilbert que contenga las "funciones de ondas" para los estados posibles del conjunto.  Véase formulación matemática de la mecánica cuántica.
Una de las metas del análisis de Fourier es facilitar un método para escribir una función dada como la suma (posiblemente infinita) de múltiplos de funciones bajas dadas.  Este problema se puede estudiar de manera abstracta en los espacios de Hilbert:  cada espacio de Hilbert tiene una base ortonormal, y cada elemento del espacio de Hilbert se puede escribir en una manera única como suma de múltiplos de estos elementos bajos.
Los espacios de Hilbert fueron nombrados así por David Hilbert, que los estudió en el contexto de las ecuaciones integrales.  El origen de la designación, aunque es confuso, fue utilizado ya por Hermann Weyl en su famoso libro la teoría de grupos y la mecánica cuántica publicado en 1931.  John von Neumann fue quizás el matemático que más claramente reconoció su importancia.

## Ejemplos
En los siguientes ejemplos, asumiremos que el cuerpo subyacente de escalares es {\displaystyle \mathbb {C} }, aunque las definiciones son similares al caso de que el cuerpo subyacente de escalares sea {\displaystyle \mathbb {R} }.

### Espacios euclidianos
El primer ejemplo, que ya había sido avanzado en la sección anterior, lo constituyen los espacios de dimensión finita con el producto escalar ordinario.
En otras palabras, {\displaystyle \mathbb {C} }n con la definición de producto interno siguiente:

{\displaystyle \langle x,y\rangle =\sum _{k=1}^{n}{\overline {x_{k}}}y_{k}}

donde la barra sobre un número complejo denota su conjugación compleja.

### Espacios de sucesiones
Los espacios de Hilbert no necesariamente tienen dimensión finita, de hecho en muchas aplicaciones típicamente el espacio de Hilbert considerado es un espacio de Hilbert infinito-dimensional. Uno de los ejemplos de espacio de Hilbert de dimensión infinita es el siguiente: si B es un conjunto, definimos {\displaystyle \ell ^{2}(B)} sobre B, de la forma:

{\displaystyle \ell ^{2}(B)=\left\{x:B\rightarrow \mathbb {C} :\sum _{b\in B}\left|x\left(b\right)\right|^{2}<\infty \right\}}

Este espacio se convierte en un espacio de Hilbert con el producto interno

{\displaystyle \langle x,y\rangle =\sum _{b\in B}{\overline {x(b)}}y(b)}

para todo x e y en {\displaystyle \ell ^{2}(B)}. B no tiene porqué ser un conjunto contable en esta definición, aunque si B no es contable, el espacio de Hilbert que resulta no es separable. Expresado de manera más concreta, cada espacio de Hilbert es isomorfo a uno de la forma {\displaystyle \ell ^{2}(B)} para un conjunto adecuado B.  Si B = N,  se escribe simplemente {\displaystyle \ell ^{2}}. Algunos ejemplos de sucesiones de {\displaystyle \ell ^{2}=\ell ^{2}(\mathbb {N} )}:

{\displaystyle v=\left(1,{\frac {1}{2}},{\frac {1}{3}},\dots \right)\in \ell ^{2},\qquad \|v\|=\sum _{n=1}^{\infty }{\frac {1}{n^{2}}}={\frac {\pi ^{2}}{6}}}

En cambio:

{\displaystyle w=\left(1,{\frac {1}{\sqrt {2}}},{\frac {1}{\sqrt {3}}},\dots \right)\notin \ell ^{2},\qquad \|w\|{\text{ no está definida, ya que }}\lim _{N\to \infty }\sum _{n=1}^{N}{\frac {1}{n}}=\infty }

### Espacios de Lebesgue
Otro ejemplo interesante de espacios de Banach de dimensión infinita son los espacios Lp. Estos son espacios funcionales asociados a espacios de medida (X, M, μ), donde M es una σ-álgebra de subconjuntos de X y μ es una medida contablemente aditiva en M. Si p = 2 estos espacios son además un espacio de Hilbert, siendo así L² μ(X) el espacio de funciones medibles cuadrado-integrables complejo-valoradas en X, módulo el subespacio de esas funciones cuya integral cuadrática sea cero, o equivalentemente igual a cero casi por todas partes donde "cuadrado integrable"  significa que la integral del cuadrado de su valor absoluto es finita y "módulo igualdad casi por todas partes" significa que las funciones son identificadas si y sólo si son iguales salvo un conjunto de medida 0.
El producto interno de las funciones f y g se da como:

{\displaystyle \langle f,g\rangle =\int _{X}{\overline {f(t)}}g(t)\ d\mu (t)}

Uno necesita demostrar:
- Que esta integral tiene de hecho sentido.
- Que el espacio que resulta es completo.

Estos son hechos técnicamente fáciles.  Obsérvese que al usar la integral de Lebesgue se asegura de que el espacio sea completo.  Vea espacios Lp para discusión adicional de este ejemplo.

### Espacios de Sobolev
Los espacios de Sobolev, denotados por {\displaystyle W^{m,p}(\Omega )\,} son otro ejemplo de espacios de Hilbert, que se utilizan muy a menudo en el marco de las ecuaciones en derivadas parciales definidas sobre un cierto dominio {\displaystyle \Omega \,}. Los espacios de Sobolev generalizan los espacios Lp.
Además de los espacios de Sobolev generales {\displaystyle W^{m,p}\,} se usan ciertas notaciones particulares para cierto tipo de espacios:
- {\displaystyle H^{m}(\Omega )=W^{m,2}(\Omega )\,}
- {\displaystyle H_{0}^{m}(\Omega )=\{f\in H^{m}(\Omega )|\ f|_{\partial \Omega }=0\}}

## Bases ortonormales
Un concepto importante es el de una base ortonormal de un espacio de Hilbert H:  esta es una familia {ek}k  ∈  B de H 'satisfaciendo:
- Los elementos están normalizados:  Cada elemento de la familia tiene norma 1: ||ek|| = 1 para todo k en B
- Los elementos son ortogonales:  Dos elementos cualesquiera de B son ortogonales, esto quiere decir:  <ek, ej> = 0 para todos los k, j en B cumpliendo la condición  j ≠ k.
- Expansión densa:  La expansión lineal de B es densa en H.

También utilizamos las expresiones secuencia ortonormal y conjunto ortonormal. Los ejemplos de bases ortonormales incluyen:
- El conjunto {(1,0,0),(0,1,0),(0,0,1)} forma una base ortonormal de R³
- La secuencia {fn:  n ∈ Z} con fn(x) = exp(2πinx) forma una base ortonormal del espacio complejo L²([0, 1])
- La familia {eb: b ∈ B} con eb(c) = 1 si b = c y 0 en caso contrario, forma una base ortonormal de l²(B).

Obsérvese que en el caso infinito-dimensional, una base ortonormal no será una base en el sentido del álgebra lineal;  para distinguir los dos, la última base se llama una base de Hamel.
Usando el lema de Zorn, se puede demostrar que cada espacio de Hilbert admite una base ortonormal;  además, cualesquiera dos bases ortonormales del mismo espacio tienen el mismo cardinal.  Un espacio de Hilbert es separable si y solamente si admite una base ortonormal numerable.
Puesto que todos los espacios separables infinito-dimensionales de Hilbert son isomorfos, y puesto que casi todos los espacios de Hilbert usados en la física son separables, cuando los físicos hablan de espacio de Hilbert quieren significar el separable.
Si {ek}k ∈ B es una base ortonormal de H, entonces cada elemento x de H se puede escribir como:

{\displaystyle x=\sum _{k\in B}\langle e_{k},x\rangle e_{k}}

Incluso si B no es numerable, sólo contablemente muchos términos en esta suma serán diferentes a cero, y la expresión está por lo tanto bien definida.  Esta suma también se llama la expansión de Fourier de x.
Si {ek}k ∈ B es una base ortonormal de H, entonces H es isomorfo a l²(B) en el sentido siguiente:  existe una función lineal biyectiva Φ : H → l²(B) tal que
{\displaystyle \langle \Phi \left(x\right),\Phi \left(y\right)\rangle =\langle x,y\rangle }
para todo x y y en H.

### Dimensión de Hilbert
Puede demostrarse que todas las bases ortogonales, definidas en la sección anterior tienen el mismo cardinal, eso permite definir la dimensión de un espacio de Hilbert como:

{\displaystyle \dim _{Hil}{\mathcal {H}}=\#{\mathcal {B}}_{\mathcal {H}}}

Donde {\displaystyle {\mathcal {B}}_{\mathcal {H}}} es una base de Hilbert o conjunto ortogonal maximal y {\displaystyle \#{\mathcal {B}}_{\mathcal {H}}} es su cardinal correspondiente. Nótese que esta dimensión no tiene por qué coincidir con la dimensión ordinaria o dimensión de Hammel de un espacio vectorial. De hecho, se cumple que:

{\displaystyle \dim _{Hil}{\mathcal {H}}\leq \dim {\mathcal {H}}}

En el caso de dimensión finita, el teorema de ortogonalización de Gram-Schmidt permite concluir que {\displaystyle \dim _{Hil}{\mathcal {H}}=\dim {\mathcal {H}}}
.

## Operaciones en los espacios de Hilbert

### Suma directa y producto tensorial
Dados dos (o más) espacios de Hilbert, podemos combinarlos en un espacio más grande de Hilbert tomando su suma directa o su producto tensorial. La primera construcción se basa en la unión de conjuntos y la segunda en el producto cartesiano.
La suma directa requiere que {\displaystyle H_{1}\cap H_{2}=\{0\}}, y es el mínimo espacio de Hilbert que "contiene" a la unión de los dos conjuntos:

{\displaystyle H_{1}\cup H_{2}\hookrightarrow H_{1}\oplus H_{2},\qquad {\mbox{dim}}(H_{1}\oplus H_{2})={\mbox{dim}}(H_{1})+{\mbox{dim}}(H_{2})}

Mientras que el producto tensorial es el mínimo espacio de Hilbert que "contiene" al producto cartesiano:

{\displaystyle H_{1}\times H_{2}\hookrightarrow H_{1}\otimes H_{2},\qquad {\mbox{dim}}(H_{1}\otimes H_{2})={\mbox{dim}}(H_{1})\cdot {\mbox{dim}}(H_{2})}

### Complementos y proyecciones ortogonales
Si S es un subconjunto del espacio de Hilbert H, definimos el conjunto de vectores ortogonales a S

{\displaystyle S^{\bot }=\left\{x\in H:\langle x,s\rangle =0\ \forall s\in S\right\}}

{\displaystyle \scriptstyle S^{\bot }} es un subespacio cerrado de H y forma, por tanto, un espacio de Hilbert.  Si V es un subespacio cerrado de H, entonces el {\displaystyle \scriptstyle V^{\bot }} se llama el complemento ortogonal de V.  De hecho, cada x en H  puede entonces escribirse unívocamente como x = v + w con v en V y w en {\displaystyle \scriptstyle V^{\bot }}.  Por lo tanto, H es la suma directa interna de Hilbert de Vy {\displaystyle \scriptstyle V^{\bot }}.  El operador lineal PV :  H → H que mapea x a v se llama la proyección ortogonal sobre V.
Teorema.  La proyección ortogonal PV es un  operador lineal auto-adjunto en H con norma ≤ 1 con la propiedad PV² = PV.  Por otra parte, cualquier operador lineal E auto-adjunto tal que E² = E es de la forma PV, donde V es el rango de E.  Para cada x en H, PV(x) es el elemento único v en V que minimiza la distancia ||x - v||.
Esto proporciona la interpretación geométrica de PV(x):  es la mejor aproximación a x por un elemento de V.

## Reflexividad
Una propiedad importante de cualquier espacio de Hilbert es su reflexividad, es decir, su espacio bidual (dual del dual) es isomorfo al propio espacio. De hecho, se tiene todavía más, el propio espacio dual es isomorfo al espacio original. Se tiene una descripción completa y conveniente del espacio dual (el espacio de todas las funciones lineales continuas del espacio H en el cuerpo base), que es en sí mismo un espacio de Hilbert. De hecho, el teorema de representación de Riesz establece que para cada elemento φ del H ' dual existe un y solamente un u en H tal que

{\displaystyle \phi \left(x\right)=\langle u,x\rangle }

para todo x en H y la asociación φ ↔ u proporciona un isomorfismo antilineal entre H y H '.  Esta correspondencia es explotada por la notación bra-ket popular en la física.

## Operadores en espacios de Hilbert

### Operadores acotados
Para un espacio H de Hilbert, los operadores lineales continuos A:  H → H son de interés particular. Un tal operador continuo es acotado en el sentido que mapea conjuntos acotados a conjuntos acotados.  Esto permite definir su norma como

{\displaystyle \lVert A\rVert =\sup \left\{\,\lVert Ax\rVert :\lVert x\rVert \leq 1\,\right\}.}

La suma y la composición de dos operadores lineales continuos son a su vez continuos y lineales.  Para y en H, la función que envía x a <y, Ax> es lineal y continua, y según el teorema de representación de Riesz se puede por lo tanto representar en la forma

{\displaystyle \langle A^{*}y,x\rangle =\langle y,Ax\rangle .}

Esto define otro operador lineal continuo A*:  H → H, el adjunto de A.
El conjunto L(H) de todos los operadores lineales continuos en H, junto con la adición y las operaciones de composición, la norma y la operación adjunto, formas una C*-álgebra;  de hecho, este es el origen de la  motivación y el más  importante ejemplo de una C*-álgebra.
Un elemento A en L(H) se llama auto-adjunto o hermitiano si A* = A.  Estos operadores comparten muchas propiedades de los números reales y se ven a veces como generalizaciones de ellos.
Un elemento U de L(H) se llama unitario si U es inversible y su inverso viene dado por U*.  Esto puede también ser expresado requiriendo que <Ux, Uy> = <x, y> para todos los x, y en H.  Los operadores unitarios forman un grupo bajo composición, que se puede ver como el grupo de automorfismos de H.

### Operadores no acotados
En mecánica cuántica, uno también considera operadores lineales, que no necesariamente son continuos y que no necesariamente están definidos en todo espacio H.  Uno requiere solamente que se definan en un subespacio denso de H.  Es posible definir a operadores no acotados auto-adjuntos, y estos desempeñan el papel de los observables en la formulación matemática de la mecánica cuántica.
Ejemplos de operadores no acotados auto-adjuntos en el espacio de Hilbert L²(R) son:
- Una extensión conveniente del operador diferencial

{\displaystyle [Af](x)=-i{\frac {d}{dx}}f(x),\quad }

donde i es la unidad imaginaria y f es una función diferenciable de soporte compacto.
- El operador de multiplicación por x:

{\displaystyle [Bf](x)=xf(x).\quad }

estos corresponden a los observables de momento y posición, respectivamente, expresados en unidades atómicas. Observe que ni A ni B se definen en todo H, puesto que en el caso de A la derivada no necesita existir, y en el caso de B la función del producto no necesita ser cuadrado-integrable. En ambos casos, el conjunto de argumentos posibles forman subespacios densos de L²(R).